# Kloster Prébenoît
Das Kloster Prébenoît (Pratum Benedictum) ist eine ehemalige Zisterzienserabtei in der Gemeinde Bétête im Département Creuse, Region Limousin, in Frankreich. Das Kloster liegt rund 33 Kilometer nordöstlich von Guéret am Ufer der Petite Creuse.

## Geschichte
Das Kloster wurde auf Grund einer Stiftung des Herren von Malval von den Benediktinern von Kloster Dalon im Jahr 1140 gegründet. Es trat mit Dalon 1162 in der Filiation der Primarabtei Pontigny dem Zisterzienserorden bei. Das Kloster erhielt Stiftungen einiger adliger Familien der Umgegend. Die Herren von Boussac richteten in Prébenoît ihre Grablege ein. Das Kloster besaß die Grangien la Villatte, Bramereix, Molle, l’Écosse, Moisse und le Chassain in der näheren Umgebung sowie Ligondeix und Sainte-Sévère weiter entfernt. 1591 wurde das in Kommende gefallene Kloster von den Truppen des Herzogs von Zweibrücken besetzt, die bei ihrem Abzug das Mobiliar verbrannten und die Gebäude beschädigten, deren Wiederherstellung bis 1622 dauerte. 1691 wurde der sehr schlechte Zustand des Klosters bedauert. Die Größe der Abtei blieb immer bescheiden. Vor der Revolution zählte es nur noch zwei Mönche. In der Französischen Revolution wurde es 1791 aufgelöst und zu einem landwirtschaftlichen Anwesen. Um 1980 wurde es von der Gemeinde Bétête erworben, die es einem Trägerverein überließ. Jedoch kam es 2001 zu Auseinandersetzungen mit der Gemeinde, die das Gelände wieder übernahm.

## Bauten und Anlagen
Von der Kirche sind Teile mit einem Portal aus dem 17. Jahrhundert und das erste Joch des nördlichen Seitenschiffs sowie ein Mauerteil und ein Gewölbeteil des nördlichen Querhauses erhalten. Auch der Ost- und Südteil des Konventsgebäudes hat sich erhalten und ist teilweise restauriert worden. In der Kirche wurden Ausgrabungen durchgeführt, die u. a. den Bodenbelag zutage förderten.

## Äbte des Klosters
Ab 1563 handelt es sich um Kommendataräbte:
- Pierre (1140 bis …)
- Bernard (… bis † 1162)
- Airaud (…)
- Elie (…1180 bis † 1182)
- Archambaud (…1191 bis 1192…)
- Guillaume I. (…1204…)
- Benoît (…1208…)
- P… (…1214…)
- Jean (1215 bis 1228…)
- Guillaume II. (…1236 bis 1246…)
- Pierre II. (…1260 bis 1263)
- Raymond (1263 bis …)
- Jean II (…1269…)
- Airaud (…1274…)
- Gervais (…1279 bis 1285…)
- Pierre III. (…1288 bis 1298…)
- Hugues (…1299 bis 1300…)
- Pierre IV. (…1333 bis 1339…)
- Pierre V. (…1370…)
- Pierre VI. von Saint-Avit (…1375 bis 1381…)
- Jean III. von Brolhaco (…1394 bis 1398…)
- Jean IV. von Nozerines (…1402…)
- Pierre VII. von la Borde (…1405…)
- Jean V. von la Pierre (…1419 bis 1425…)
- Philippe Robinet (…1436 bis 1473…)
- Guillaume I. von Bonlieu (…1497…)
- Jean VI. von Saint-Julien (…1490 bis 1518…), zuvor Abt von Puy-Ferrand (1481)
- Olivier von Saint-Julien (1522 bis † 29. November 1544), Protonotar des Heiligen Stuhls, zuvor Abt von Puy-Ferrand (1481).
- Jean VII. von Rebinghes (1545 bis zur Amtsniederlegung), auch Abt von N-D. de Boulogne-sur-Mer von 1548 bis zu seinem Tod 1557
- François I. von Saint-Julien (…1548 bis 1557…)
- Barthélemy Mosnier (…1563 bis 1568)
- Louis I. von Saint-Julien (1568 bis † 1578), Protonotar des Heiligen Stuhls
- Simon du Mas (10. September 1578 bis † 1595), Protonotar des Heiligen Stuhls
- Jean VIII. von Estampes (11. April 1595 bis 1614…)
- François II. Valletaud (…1617…)
- Mathieu von Verthamon (…1620 bis † 1639), Dekan der Kathedrale Saint-Étienne in Limoges (1594)
- François III. von Malesset (…1645 bis † 2. Februar 1691)
- René-Gabriel des Nots (22. April 1691 bis † 1706)
- François IV. du Bost (14. August 1706 bis † 5. Februar 1724), auch Prior von Jarnages (1713)
- Patrice de Magdonne (15. März 1725 bis 1735 [resigniert])
- Pierre VIII. Xavier Bénie de la Cypière (1. Januar 1737 bis † 1739), Generalvikar von Sarlat
- Jean-Baptiste Formiger de Beaupuy (11. November 1739 bis † 1784), Akolyth der Diözese von Sarlat
- N. d’Omingon-Gassens (März 1784 bis 1791), Generalvikar von Montauban